# Лимни
Ли́мни (греч. Λίμνη) — малый город в Греции, на острове Эвбея. Административный центр общины Мандудион-Лимни-Айия-Ана в периферийной единице Эвбея в периферии Центральная Греция. Расположен на высоте 39 м над уровнем моря. Население 1642 человека по переписи 2011 года.

## Археологическая коллекция Лимни
Археологическая коллекция озера размещена в большом зале на первом этаже Историко-фольклорного музея Лимни (Ιστορικό και Λαογραφικό Μουσείο Λίμνης), который расположен в неоклассическом особняке 1880 года, пожертвованного жительницей Лимни Екатериной Эвангелину-Флоку (Αικατερίνη Ευαγγελινού-Φλώκου). Археологическая коллекция, находящаяся под контролем Эфората древностей Эвбеи, представляет экспонаты от бронзового века до раннехристианского периода, которые соединяют современный Лимни с древними городами Элимний (Ἐλύμνιον), Оробии (Ὀροβίαι), Эги (Αἰγαί).
Выставка включает микенскую керамику, монеты, надгробия и архитектурные элементы архаических, классических и римских времён, фрагменты мозаичных полов римского периода и находки раннехристианского периода.

## Сообщество Лимни
В сообщество Лимни (Κοινότητα Λίμνης) входит шесть населённых пунктов и монастырь Галатаки. Население 2046 человек по переписи 2011 года. Площадь 46,337 км².
| Населённый пункт   | Население (2011), человек |
| ------------------ | ------------------------- |
| Катуния            | 7                         |
| Лимни              | 1642                      |
| Монастырь Галатаки | 6                         |
| Миртиас            | 190                       |
| Рецинолакос        | 6                         |
| Сипьяс             | 120                       |
| Хрония             | 75                        |

## Население
| Год  | Население, человек |
| ---- | ------------------ |
| 1991 | 2111               |
| 2001 | 1916               |
| 2011 | ↘ 1642             |